# Российская Федерация сегодня
«Российская Федерация сегодня» — общественно-политический журнал Федерального Собрания Российской Федерации (учредители: Совет Федерации и Государственная Дума). Освещает деятельность как высших исполнительных и законодательных органов государственной власти, так и региональных, а также органов местного самоуправления. Издаётся на русском языке с 1926 года. Выходит один раз в месяц тиражом 26-30 тысяч экземпляров.
Главный редактор — Коренников Александр Владимирович.

## История
Основан под названием «Советское строительство» в августе 1926 года, как журнал Центрального исполнительного комитета СССР. Передовой статьёй о задачах издания его открыл сам «всесоюзный староста», председатель ЦИК (Центрального Исполнительного Комитета СССР) Михаил Иванович Калинин. Среди авторов журнала Н. Бухарин, Л. Каганович, Л. Каменев, В. Куйбышев, А. Луначарский, В. Молотов, С. Орджоникидзе, И. Джугашвили, Л. Бронштейн и других. Главным редактором (тогда он назывался ответственным редактором) был секретарь ЦИК Авель Енукидзе (в 1935 г. с формулировкой «за политическое и бытовое разложение» он был снят с редакторского поста и направлен на Кавказ руководить курортами, а в 1937 года расстрелян). В декабре 1937 года журнал был закрыт.
Возрождён под названием «Советы депутатов трудящихся» прошло в 1957 году. Под руководством главного редактора Михаила Фёдоровича Стрепухова (годы жизни: 1908—2003) журнал быстро набирал популярность (в 70-е — 80-е годы XX века число его подписчиков достигало 800 тысяч).
В годы перестройки и начала реформ издание неоднократно меняло названия — «Советы народных депутатов» — «Народный депутат» — «Российская Федерация» — текущее «Российская Федерация сегодня». 

## Редакторы
- Енукидзе Авель Сафронович (1926-1935)

...
- Стрепухов Михаил Фёдорович

...
- Хренов Юрий Алексеевич (1995[3]-2011(?))
- Шаров Александр Валерьевич (2011[4][5][6][7]-?)
- Коренников Александр Владимирович